# Ton Richter
Antonius "Ton" Maria Richter (Blaricum, Nizozemska, 16. studenog 1919. – 10. kolovoza 2009.) je bivši nizozemski hokejaš na travi. 
Osvojio je brončano odličje na hokejaškom turniru na Olimpijskim igrama 1948. u Londonu igrajući za Nizozemsku. Odigrao je svih sedam utakmica igrajući na mjestu veznog igrača.
Igrao je za klub Be Fair iz Hilversuma.

## Vanjske poveznice
- Profil na DatabaseOlympics
- Profil na Sports-Reference.com  Arhivirana inačica izvorne stranice od 6. siječnja 2009. (Wayback Machine)
- (nizoz.) Osmrtnica  Arhivirana inačica izvorne stranice od 24. srpnja 2011. (Wayback Machine)